# Emmanuił Kwiring
Emmanuił Ionowicz Kwiring, ros. Эммануил Ионович Квиринг (ur. 22 sierpnia?/3 września 1888 we wsi Fresenthal (ujezd nowouzienski guberni samarskiej), zm. 26 listopada 1937 w Moskwie) – rosyjski komunista pochodzenia niemieckiego, I sekretarz KP(b)U i członek WKP(b). Członek Komitetu Centralnego RKP(b) i WKP(b) (1923–1934).

## Życiorys
Urodził się na Powołżu w rodzinie niemieckiego kolonisty. Od 1906 roku zaangażowany w działalność eserowców, po 1912 roku związał się z ruchem bolszewickim. Rok później podjął współpracę z moskiewską „Prawdą”, pracował też jako sekretarz frakcji parlamentarnej bolszewików w Dumie IV kadencji.
Po wybuchu I wojny światowej aresztowany i wysłany do Jekaterynosławia, gdzie wybrano go w skład lokalnego komitetu SDPRR(b). Po rewolucji październikowej był sekretarzem SDPRR(b) oraz przewodniczącym lokalnej Rady Delegatów Robotniczych i Żołnierskich.
Od października 1918 do marca 1919 roku sprawował funkcję I sekretarza KP(b)U – opowiadał się za ścisłym powiązaniem Ukrainy z RFSRR oraz przyłączeniem jej wschodniej części do tzw. Doniecko-Krzyworoskiej Republiki Radzieckiej.
W 1919 roku przewodniczący Rady Komisarzy Ludowych USRR, w latach 1919–1920 sekretarz jekaterynosławskiego oddziału KP(b)U.
W 1921 roku znalazł się w Rydze w składzie delegacji sowieckiej na rozmowy z Polską w sprawie zawarcia traktatu pokojowego, kończącego wojnę polsko-bolszewicką, podpisując wraz z Jurijem Kociubińskim pokój ryski w imieniu USRR.
Po 1921 roku pełnił funkcję sekretarza komitetu gubernialnego KP(b)U w Doniecku, a w latach 1923–1925 ponownie I sekretarza KP(b)U – dał się poznać jako przeciwnik polityki ukrainizacji, za co był oskarżany przez tzw. narodowych komunistów o sprzyjanie rosyjskiemu szowinizmowi. Na XII zjeździe RKP(b) 25 kwietnia 1923 wybrany na członka Komitetu Centralnego partii bolszewickiej, wybierany na kolejnych zjazdach (XIII-XVI), funkcję sprawował do 26 stycznia 1934.
W 1925 roku odwołany do Moskwy, gdzie był wiceprzewodniczącym Gosplanu ZSRR (1927–30 i 1934–1937), instytucji planowania gospodarczego pięciolatek.
Od 1930 roku stał na czele Wydziału Ekonomicznego Instytutu Czerwonej Profesury, a w latach 1932–1936 przewodniczył Instytutowi Ekonomicznemu Akademii Komunistycznej przy CIK ZSRR.
W czasie wielkiej czystki 16 października 1937 roku aresztowany przez NKWD pod zarzutem szkodnictwa i udziału w antysowieckiej organizacji terrorystycznej prawicy. 25 listopada 1937 skazany na śmierć przez Kolegium Wojskowe Sądu Najwyższego ZSRR, rozstrzelany następnego dnia. Ciało zostało skremowane na Cmentarzu Dońskim, prochy pochowane anonimowo.